# Kleine savannezanger
De kleine savannezanger (Calamonastes stierlingi) is een zangvogel uit de familie Cisticolidae.

## Verspreiding en leefgebied
Deze soort komt voor in zuidelijk Afrika en telt vier ondersoorten:
- C. s. stierlingi: van zuidoostelijk Angola en noordoostelijk Namibië tot oostelijk Tanzania en noordelijk Mozambique.
- C. s. irwini: van oostelijk Zambia tot centraal Mozambique en Botswana.
- C. s. olivascens: de kust van Mozambique.
- C. s. pintoi: zuidelijk Mozambique en noordoostelijk Zuid-Afrika.

## Status
De grootte van de populatie is niet gekwantificeerd maar de soort wordt omschreven als schaars tot plaatselijk algemeen. Op de Rode lijst van de IUCN heeft deze soort de status niet bedreigd.